# Ashish Rajadhyaksha
Ashish Vithal Rajadhyaksha (Bombay, 12 marzo 1957) è uno storico del cinema indiano.
È Senior Fellow al Centro per lo Studio della Cultura e della Società di Bangalore.

## Biografia

### Formazione
Ashish Vithal Rajadhyaksha nacque il 12 marzo 1957 a Bombay (successivamente rinominata Mumbai), India. Suo padre era un soldato dell'esercito indiano. Il serio interesse di Rajadhyaksha per il cinema si sviluppò alla fine degli anni '70. Nel 1978 si laureò all'Università di Bombay con un Bachelor of Science.

### Carriera
Rajadhyaksha ha sviluppato una passione per i film di Ritwik Ghatak dopo aver frequentato un corso organizzato dal Film and Television Institute e dal National Film Archive of India nei primi anni ottanta. Il primo libro che scrisse fu Ritwik Ghatak: A Return to the Epic, pubblicato nel 1982. Dal 1983, scrisse numerosi articoli per il giornale di Calcutta (l'odierna Kolkata) Journal of Arts & Ideas e quello di New Delhi Journal of the Moving Image. Nel 1994 fu autore, con Paul Willemen, dell'Encyclopaedia of Indian Cinema. Dopo una lunga pausa, il suo saggio successivo fu Indian Cinema in the Time of Celluloid: From Bollywood to the Emergency, uscito nel 2009, seguito da The Last Cultural Mile: An Inquiry into Technology and Governance in India nel 2011 e Indian Cinema: A Very Short Introduction nel 2016.